# Lijst van Nederlandse deelnemers aan de Olympische Winterspelen van 1952
Dit is een lijst van Nederlandse deelnemers aan de Winterspelen van 1952 in Oslo.
| Olympiër               | Sport       | Onderdeel                         | Ervaring  |
| ---------------------- | ----------- | --------------------------------- | --------- |
| Kees Broekman          | schaatsen   | 1500 meter 5000 meter 10000 meter | 2e Spelen |
| Jan Charisius          | schaatsen   | 500 meter                         | debutant  |
| Cockie van der Elst    | schaatsen   | 500 meter 1500 meter              | debutant  |
| Anton Huiskes          | schaatsen   | 5000 meter 10000 meter            | 2e Spelen |
| Gerard Maarse          | schaatsen   | 500 meter 1500 meter              | debutant  |
| Egbert van 't Oever    | schaatsen   | 5000 meter 10000 meter            | debutant  |
| Dick Pappenheim        | alpineskiën | afdaling reuzenslalom slalom      | debutant  |
| Peter Pappenheim       | alpineskiën | afdaling reuzenslalom slalom      | debutant  |
| Margriet Prajoux-Bouma | alpineskiën | reuzenslalom                      | debutant  |
| Lidy Stoppelman        | kunstrijden | individueel                       | debutant  |
| Wim van der Voort      | schaatsen   | 500 meter 1500 meter 5000 meter   | debutant  |